# أوك بارك
أوك بارك (بالإنجليزية: Oak Park, Michigan)‏ هي مدينة تقع في مقاطعة أوكلاند (ميشيغان) بولاية ميشيغان في شمال شرق الولايات المتحدة. تأسست عام 1927، تبلغ مساحة هذه المدينة 13.36 (كم²)، وترتفع عن سطح البحر 203 م، بلغ عدد سكانها 29319 نسمة في عام 2010 حسب إحصاء مكتب تعداد الولايات المتحدة وتصل الكثافة السكانية فيها 2193.8 نسمة/كم2.

## التركيبة السكانية
قام مكتب تعداد الولايات المتحدة بتحديد بيانات التركيبة السكانية لأوك باركفي تعداد الولايات المتحدة. في ما يلي، التركيبة السكانية حسب تعدادي 2000 و2010.

### تعداد عام 2000
بلغ عدد سكان أوك بارك 29,793 نسمة بحسب تعداد عام 2000، وبلغ عدد الأسر 11,104 أسرة وعدد العائلات 7,595 عائلة مقيمة في المدينة.
وتوزع التركيب العرقي للمدينة بنسبة 46.95% من البيض و 0.17% من الأمريكيين الأصليين و 2.18% من الأمريكيين ذوي الأصول الآسيوية و 0.02% من سكان جزر المحيط الهادئ و 45.95% من الأمريكيين الأفارقة و 4.13% من عرقين مختلطين أو أكثر.
```
وبلغت نسبة 
الأزواج
 القاطنين مع بعضهم البعض 44.0% من أصل المجموع الكلي للأسر، وبلغ متوسط حجم الأسرة المعيشية 3.29، أما متوسط حجم العائلات فبلغ 2.68.
```

بلغ العمر الوسطي للسكان 35 عاماً. وكانت نسبة 28.2% من القاطنين تحت سن الثامنة عشر، وكانت نسبة 8.0% بين الثامنة عشر والأربعة وعشرون عاماً، ونسبة 29.8% كانت واقعةً في الفئة العمرية ما بين الخامسة والعشرون حتى والأربعة وأربعون عاماً، ونسبة 21.8% كانت ما بين الخامسة والأربعون حتى الرابعة والستون، ونسبة 12.2% كانت ضمن فئة الخامسة والستون عاماً فما فوق. يوجد لكل 100 أنثى 88.0 ذكر، ويوجد لكل 100 أنثى في الثامنة عشر من عمرها فما فوق 81.9 ذكر.
بلغ متوسط دخل الأسرة في المدينة 48,697 دولار، أما متوسط دخل العائلة فبلغ 54,786 دولار. وكان متوسط دخل الذكور 40,922 دولار مقابل 35,968 دولار للإناث. وسجل دخل الفرد الخاص بالمدينة 21,677 دولار.

### تعداد عام 2010
بلغ عدد سكان أوك بارك 29,319 نسمة بحسب تعداد عام 2010، وبلغ عدد الأسر 11,719 أسرة وعدد العائلات 7,533 عائلة مقيمة في المدينة. في حين سجلت الكثافة السكانية 5,682.0 نسمة لكل ميل مربع (2,193.8/كم2). وبلغ عدد الوحدات السكنية 12,782 وحدة بمتوسط كثافة قدره 2,477.1 لكل ميل مربع (956.4/كم2).
وتوزع التركيب العرقي للمدينة بنسبة 37.4% من البيض و 0.2% من الأمريكيين الأصليين و 1.4% من الأمريكيين ذوي الأصول الآسيوية و 57.4% من الأمريكيين الأفارقة و 3.0% من عرقين مختلطين أو أكثر.
```
وبلغت نسبة 
الأزواج
 القاطنين مع بعضهم البعض 35.4% من أصل المجموع الكلي للأسر، ونسبة 23.9% من الأسر كان لديها معيلات من الإناث دون وجود شريك، وبلغ متوسط حجم الأسرة المعيشية 3.16، أما متوسط حجم العائلات فبلغ 2.50.
```

بلغ العمر الوسطي للسكان 37.5 عاماً. وكانت نسبة 24.9% من القاطنين تحت سن الثامنة عشر، وكانت نسبة 9.6% بين الثامنة عشر والأربعة وعشرون عاماً، ونسبة 25.7% كانت واقعةً في الفئة العمرية ما بين الخامسة والعشرون حتى والأربعة وأربعون عاماً، ونسبة 26.9% كانت ما بين الخامسة والأربعون حتى الرابعة والستون، ونسبة 12.9% كانت ضمن فئة الخامسة والستون عاماً فما فوق. وتوزع التركيب الجنسي للسكان بنسبة 45.1% ذكور و54.9% إناث.

## وصلات خارجية
- http://www.ci.oak-park.mi.us/
- The US50 - Cities and Towns in Michigan State